# Интеркосмос-4
«Интеркосмос-4» (заводское обозначение ДС-У3-ИК-2) — советский космический аппарат, четвёртый из спутников, построенных и запущенных по программе международных научных исследований «Интеркосмос», и второй, после «Интеркосмоса-1», аппарат этой программы, предназначенный для наблюдения и исследования процессов на Солнце в ультрафиолетовом и рентгеновском диапазоне. На спутнике была установлена научная аппаратура, созданная в СССР, ГДР и ЧССР.

## Конструкция
Спутник «Интеркосмос-4», как и «Интеркосмос-1», был построен на платформе ДС-У3, созданной в ОКБ-586 (впоследствии — «КБ Южное»). Спутник массой 260 кг представлял собой герметичный цилиндр c двумя полусферическими крышками, на котором закреплены 8 панелей солнечных батарей, раскрывающихся в полёте таким образом, чтобы не перекрывать друг друга. Ещё 8 малых неподвижных солнечных панелей были установлены на передней части корпуса, обращённой во время полёта на Солнце. Также на передней части корпуса устанавливались датчики и приборы научной аппаратуры. В средней цилиндрической части размещался радиотехнический комплекс, в состав которого входила новая 8-ми канальная система телеметрии, а также система терморегуляции и другие служебные системы. В задней части аппарата находилась система энергоснабжения с заряжающимися от солнечных батерей буферными серебряно-цинковыми аккумуляторами и маховик активной системы ориентации, обеспечивающей постоянное направление передней части спутника на Солнце. Для начальной ориентации после выхода из тени и разгрузки маховика использовались расположенные на корпусе реактивные двигатели, работавшие на сжатом газе.

## Полезная нагрузка
Целью полёта спутника было исследование недоступного при наблюдениях с Земли коротковолнового ультрафиолетового и рентгеновского излучения Солнца и влияние этого излучения на структуру верхней атмосферы. Состав научной аппаратуры, составлявшей полезную нагрузку спутника с суммарной массой 31,4 кг, был аналогичен «Интеркосмосу-1». В полезную нагрузку входили:
- Рентгеновский фотометр для патрулирования рентгеновского излучения Солнца (ЧССР),
- Фотометр для патрулирования солнечного излучения в линии водорода Лайман-α (ГДР),
- Оптический фотометр для исследования свойств высотного аэрозоля (ЧССР),
- Рентгеновский спектрогелиограф для получения монохроматических рентгеновских гелиограмм в диапазоне волн 1,8 — 19 ангстрем (СССР),
- Рентгеновский поляриметр для измерения поляризации рентгеновского излучения солнечных вспышек (СССР),
- Специальный передатчик для передачи параметров рентгеновского и Лайман-альфа излучения (ГДР, СССР).

## Программа полёта
Запуск «Интеркосмоса-4» был осуществлён 14 октября 1970 года с полигона Капустин Яр ракетой-носителем Космос-2. Спутник был выведен на околоземную орбиту с апогеем 668 км, перигеем 263 км, наклонением 48,5° и периодом обращения 93,6 мин. В международном каталоге COSPAR спутник получил идентификатор 1970-084A.
Одновременно с экспериментами на спутнике «Интеркосмос-4» проводились радиоастрономические, ионосферные и оптические наблюдения по согласованной программе обсерваториями НРБ, ВНР, ГДР, ПНР, СРР, СССР и ЧССР. В результате экспериментов, проведённых на спутнике «Интеркосмос-4», были получены следующие результаты: зафиксированы рентгеновские спектры высокого разрешения многозарядных ионов в солнечных вспышках; изучены спектр и поляризация рентгеновского излучения Солнца; исследован состав верхней атмосферы Земли, проведены измерения её плотности и содержания в ней аэрозолей.
«Интеркосмос-4» работал на орбите до января 1971 года, после чего вошёл в атмосферу и прекратил своё существование. Исследования Солнца по программе «Интеркосмос» были продолжены на спутниках «Интеркосмос-7», «Интеркосмос-11» и «Интеркосмос-16».